# Partido Agrícola
El Partido Agrícola fue un partido político de Costa Rica. Se fundó de cara a las elecciones presidenciales de 1923 y postuló como candidato al adinerado aristócrata y abogado Alberto Echandi Montero, padre del futuro presidente Mario Echandi Jiménez. 
El partido realizó una convención en el Teatro El Trébol para seleccionar a su candidato presidencial, imponiéndose Echandi sobre el expresidente Rafael Iglesias Castro. Si bien Iglesias había pedido que se votara por Echandi pues adujo encontrarse cansado.
Durante la campaña el partido enfrentó al expresidente Ricardo Jiménez Oreamuno del socio-liberal Partido Republicano Nacional y al exsacerdote y exmilitar Jorge Volio Jiménez del izquierdista Partido Reformista. Ambos partidos tenían más cercanía ideológica entre sí porque tenían posturas socialmente más progresistas, mientras que Echandi era visto como el candidato de la oligarquía, así que se enfocaron en combatir a Echandi. Ninguno de los candidatos obtuvo suficientes votos para ganar en primera ronda, por lo que la Constitución prescribía que le correspondiera al Congreso Constitucional elegir al presidente de entre los candidatos. El Partido Agrícola obtuvo la mayoría en el Parlamento, pero los votos conjuntos del republicanismo y el reformismo le superaban por lo que el Congreso eligió finalmente a Jiménez como presidente y a Volio como vicepresidente, dejando relegado al echandismo que intentó infructuosamente romper el cuórum. Echandi seguiría su carrera política posteriormente llegando a obtener importantes cargos diplomáticos y ministeriales, pero el Partido Agrícola desaparecería, disolviéndose el 6 de enero de 1926.